# New Zealand Ice Hockey League
Die New Zealand Ice Hockey League (NZIHL) ist die höchste Eishockey-Spielklasse in Neuseeland und untersteht der New Zealand Ice Hockey Federation, einem Mitglied der IIHF. Obwohl die Liga 2005 als Amateurliga gegründet wurde, nutzen viele Profispieler der nördlichen Halbkugel die Möglichkeit, während der eigenen Sommerpause Spielpraxis in Neuseeland zu sammeln, da die Liga im Südwinter und damit im Nordsommer ausgespielt wird. Höchstes Ziel der Liga ist es jedoch, heimische Eishockeyspieler zu fördern und sie auf internationaler Ebene zu präsentieren. Rekordmeister der Liga ist mit fünf Meisterschaften Southern Stampede.

## Teams
In der Saison 2019 nahmen fünf Teams aus drei der vier Regionen Neuseelands am Spielbetrieb teil:
- West Auckland Admirals
- Botany Swarm
- Canterbury Red Devils
- Southern Stampede
- Dunedin Thunder

## Modus

### Kader
Nach den Statuten der Liga muss jedes Team mindestens 18 Feldspieler und zwei Torhüter im Kader haben, von denen mindestens zwei Spieler für die neuseeländische U18-Nationalmannschaft und mindestens drei Spieler für das nationale U20-Team spielberechtigt sein müssen. Da jeder Kader ein Minimum von fünf Juniorenspielern beinhalten muss, ist eine Doppeltzählung von Spielern nicht möglich.
Der Rest des Kaders darf mit einer beliebigen Anzahl von heimischen Spielern und Übersee-Importen aufgefüllt werden, jedes Team darf jedoch höchstens fünf ausländische Spieler während eines Spiels einsetzen.

### Saisonstruktur
Während einer Saison der NZIHL spielen die fünf Mannschaften zunächst eine reguläre Saison von 16 Spielen. Das Finale um die neuseeländische Meisterschaft bestreiten schließlich die beiden Erstplatzierten der regulären Saison, wobei der Tabellenführende Heimrecht besitzt.

## Meister
- 2019: Southern Stampede
- 2018: West Auckland Admirals
- 2017: Southern Stampede
- 2016: Southern Stampede
- 2015: Southern Stampede
- 2014: Canterbury Red Devils
- 2013: Canterbury Red Devils
- 2012: Canterbury Red Devils
- 2011: Botany Swarm
- 2010: Botany Swarm
- 2009: Canterbury Red Devils
- 2008: Botany Swarm
- 2007: Botany Swarm
- 2006: Southern Stampede
- 2005: Southern Stampede